# Аткарський район
Аткарський район рос. Аткарский район — муніципальне утворення в Саратовській області. Адміністративний центр району — смт. Аткарськ. Населення району — 40 977 чол.

## Географія
Розташований в центральній частині Правобережжя, на західних пологих схилах Приволзької височини, в басейні річки Ведмедиця, з досить пересіченим рельєфом місцевості.
Через район проходять залізничні лінії Приволзької залізниці Саратов — Ртищево, Аткарськ — Калінінськ, Аткарськ — Сінна — Вольск.

## Історія
Аткарський район утворений 23 липня 1928 року в складі Саратовського округу Нижньо-Волзького краю. До нього увійшла частина території колишнього Аткарського повіту Саратовської губернії.
З 1934 року район в складі Саратовського краю, з 1936 року — в складі Саратовської області.
В 1960 році до складу Аткарського району увійшла територія скасованого Дурасовського району.

## Економіка
Промислові підприємства району пов'язані з переробкою сільськогосподарської продукції, обслуговуванням транспорту, машинобудуванням. Серед них: маслоекстрактний завод, м'ясокомбінат, хлібокомбінат.
Сільське господарство району виробляє в значних обсягах зерно, соняшник, м'ясо, молоко. В Аткарському районі знаходиться єдиний в області центр розведення перепелів.

## Пам'ятки
Мальовничі заплавні ліси в долині річки Ведмедиці привертають у район любителів туризму. На річці часто влаштовуються змагання з водного туризму. У південній частині району, в долині Ведмедиці, при впадінні в неї річок Ідолга і Белгаза, знаходиться заказник, де охороняються бобри, благородні олені, кабани, лосі.
В Аткарському районі розташований позиційний район деяких полків Таманської ракетної дивізії ракетних військ стратегічного призначення.

## Люди
В районі народилися:
- в Земляних Хуторах:
  - Шаталін Віктор Васильович (нар. 1926) — радянський художник.
  - Широков Олексій Олександрович (нар. 1923) — радянський художник.
- в Любовці:
  - Ковальова Ольга Василівна (нар. 1881) — виконавиця російських народних пісень народна артистка РРФСР.
  - Козлов Олександр Герасимович (нар. 1918) — Герой Радянського Союзу.